# Андорра на «Евровидении»
Андорра на конкурсе песни Евровидение принимала участие 6 раз, причём ей ни разу не удавалось выйти из полуфинала. Лучший результат Андорра показала в 2007 году, когда группа Anonymous заняла 12-е место в полуфинале. Андорра не участвует в конкурсе с 2009 года, планировала вновь вернуться в 2012 году, но позже отказалась. 
За 6 лет участия Андорра в финале получила 0 баллов, а в полуфинале — 157 баллов.

## Участники
Победитель
     Второе место
     Третье место
     Четвертое место
     Пятое место
     Последнее место
     Автоматический проход в финал
     Не прошла в финал
     Не участвовала или была дисквалифицирована
     Несостоявшееся участие
| Год                      | Место проведения | Исполнитель       | Язык                    | Песня                          | Перевод                     | Финал     | Финал     | Полуфинал | Полуфинал |
| Год                      | Место проведения | Исполнитель       | Язык                    | Песня                          | Перевод                     | Место     | Баллы     | Место     | Баллы     |
| ------------------------ | ---------------- | ----------------- | ----------------------- | ------------------------------ | --------------------------- | --------- | --------- | --------- | --------- |
| 2004                     | Стамбул          | Марта Роуре       | Каталанский             | «Jugarem a estimar-nos»        | «Игра в любовь»             | Не прошла | Не прошла | 18        | 12        |
| 2005                     | Киев             | Мариан ван де Вал | Каталанский             | «La mirada interior»           | «Внутренний взгляд»         | Не прошла | Не прошла | 23        | 27        |
| 2006                     | Афины            | Дженни Серрано    | Каталанский             | «Sense tu»                     | «Без тебя»                  | Не прошла | Не прошла | 23        | 8         |
| 2007                     | Хельсинки        | Anonymous         | Каталанский, английский | «Salvem El Món»                | «Давайте спасём мир»        | Не прошли | Не прошли | 12        | 80        |
| 2008                     | Белград          | Джизела           | Английский              | «Casanova»                     | «Казанова»                  | Не прошла | Не прошла | 16        | 22        |
| 2009                     | Москва           | Сюзанна Георги    | Каталанский, английский | «Get a Life (La Teva Decisió)» | «Встряхнись (Твоё решение)» | Не прошла | Не прошла | 15        | 8         |
| Не участвует с 2010 года |                  |                   |                         |                                |                             |           |           |           |           |

## Голосование
Ниже представлены ТОП-10 стран по голованию на момент окончания конкурса 2025 года. При одинаковом количестве баллов страны следуют друг за другом на основании наивысшихз полученных баллов.
| 1  | Португалия | 48 | Испания    | 54 |
| 2  | Израиль    | 30 | Португалия | 10 |
| 3  | Финляндия  | 28 | Эстония    | 8  |
| 4  | Нидерланды | 19 | Нидерланды | 7  |
| 5  | Монако     | 17 | Чехия      | 7  |
| 6  | Исландия   | 16 | Польша     | 7  |
| 7  | Украина    | 16 | Албания    | 6  |
| 8  | Швеция     | 15 | Исландия   | 6  |
| 9  | Румыния    | 14 | Израиль    | 6  |
| 10 | Норвегия   | 13 | Финляндия  | 5  |

| 1  | Испания    | 60 | Страна ни разу не участвовала в финале | Страна ни разу не участвовала в финале |
| 2  | Украина    | 33 | Страна ни разу не участвовала в финале | Страна ни разу не участвовала в финале |
| 3  | Франция    | 26 | Страна ни разу не участвовала в финале | Страна ни разу не участвовала в финале |
| 4  | Финляндия  | 21 | Страна ни разу не участвовала в финале | Страна ни разу не участвовала в финале |
| 5  | Греция     | 21 | Страна ни разу не участвовала в финале | Страна ни разу не участвовала в финале |
| 6  | Румыния    | 20 | Страна ни разу не участвовала в финале | Страна ни разу не участвовала в финале |
| 7  | Швеция     | 17 | Страна ни разу не участвовала в финале | Страна ни разу не участвовала в финале |
| 8  | Португалия | 16 | Страна ни разу не участвовала в финале | Страна ни разу не участвовала в финале |
| 9  | Израиль    | 15 | Страна ни разу не участвовала в финале | Страна ни разу не участвовала в финале |
| 10 | Россия     | 14 | Страна ни разу не участвовала в финале | Страна ни разу не участвовала в финале |